# Wichlinghofen
Wichlinghofen, Dortmund-Wichlinghofen — dzielnica miasta Dortmund w Niemczech, w kraju związkowym Nadrenia Północna-Westfalia, w okręgu administracyjnym Hörde.